# ミートボール

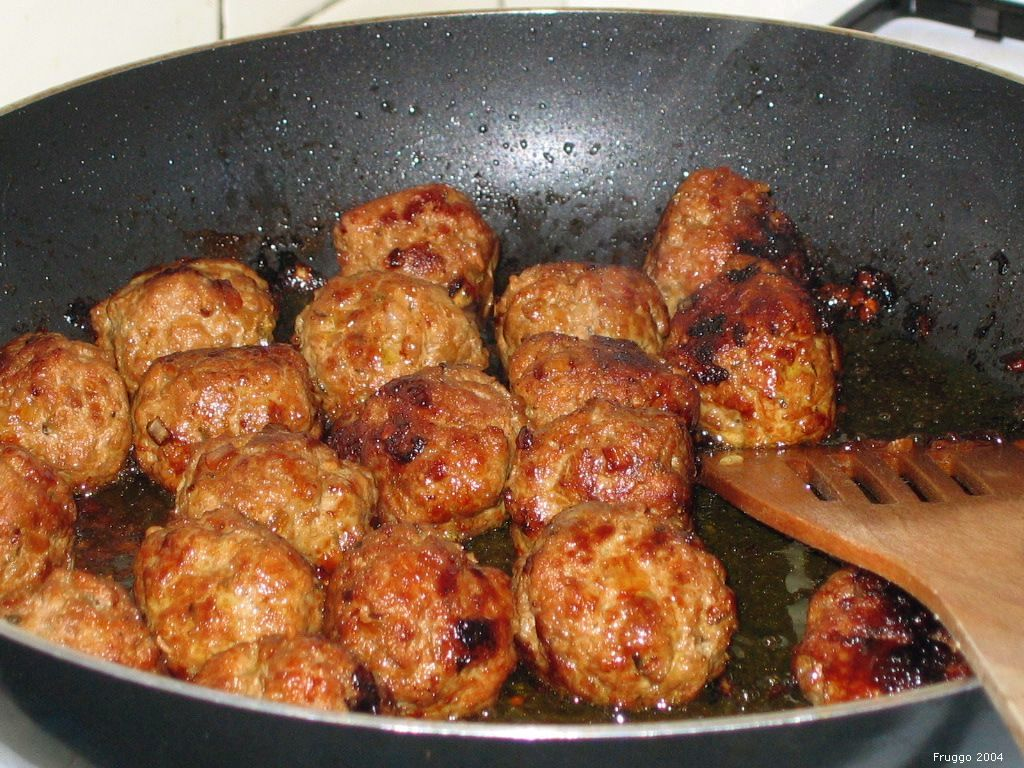
オランダのミートボール - へハックトバル

ミートボール（英語: meatball）は、挽肉につなぎと調味料を入れて混ぜ、丸く成形してから、加熱して作る料理である。日本語では肉団子（にくだんご）・メンチボール、ミンチボールなどとも言う。

## 概要
ミートボールは、似た料理が世界各国で作られているが、材料の選定、味付け、加熱方法には国ごとの特徴があり、呼び方もさまざまである。
使用する肉にも、牛肉、豚肉、羊肉、鶏肉などの家畜、家禽の肉の他、一部では、内臓や爬虫類など特殊な動物の肉を用いる例もある。魚肉を用いるものもよく見られるが、これは日本ではつみれなど、別の呼び方をすることが多い。
つなぎにはパン・パン粉・卵を使い、塩を加えて練って粘りを出す。風味や栄養を考えてスパイス、ハーブ、野菜などが加えられる場合もある。国によっては、ゆで卵を包み込む場合もある（例：スコットランドのスコッチエッグ、アフガニスタンのナルギス・カバブ等）。
加熱方法としては、フライパンやオーブンで焼き上げるもの、煮るもの、蒸すもの、揚げるものなどがあり、揚げてから煮るなど、複合して用いる例もある。
形状の違いを除けば、材料や作り方はミートローフに良く似ている。また、形を扁平にすればハンバーグとも近い。この他、肉団子の素材はファルスとしても使われ、ピーマンやアケビ、キャベツなどに詰めて焼いたり揚げたりする料理（ドルマ、肉詰めピーマンやロールキャベツ）もある。

## 各国のミートボール
スウェーデン
ショットブッラル（スウェーデン語: köttbullar）と呼ばれる家庭料理である。日本語のカタカナ表記としてはショットブラールもある。
各家庭でそれぞれのレシピで作られる。牛肉だけで作るものや子羊肉やヘラジカ等の野生動物の肉を使うこともあり、使用する肉にあわせてスパイスやソースも異なる。ショットブッラルそのものに味付けがされているので、そのままでも食されるが、ブラウンソース（グレービーソース）とコケモモジャムを添えて食べられることが多い。
2018年4月、スウェーデン公式ツイッターにおいて「ショットブッラルは国王カール12世が1715年にオスマン帝国から帰国した際に持ち帰ったレシピに基づいている」と公表した。
ドイツ
ハンブルクなどで食されているフリカデレ（ドイツ語: Frikadelle）はハンバーグの原型でもあるが「炒めた肉団子」と紹介されることもある。
この他、クネーデル（ドイツ語: Knödel）と呼ばれるものもある。東プロイセンではケーニヒスベルガー・クロプセ（「ケーニヒスベルク風クネーデル」の意）が名物料理となっており、「ケーニヒスベルク風肉だんご」とも紹介される。
オランダ
ヘハクトバル（オランダ語: gehaktbal）と呼ばれる。「ヘハクト（gehakt）」は「ひき肉」の意であり、「バル（bal）」はボールの意である。家庭料理として頻繁に食べられているが、1個のサイズが大きく、通常は1個で1人前となる。ヘハクトバルは単数形であり、家族のぶんなど数個をまとめて調理する場合には複数形のヘハクトバレン（gehaktballen）と呼ぶ。
スペイン、メキシコ
アルボンディガ（スペイン語: albondiga）と呼ばれる。
イタリア
伝統的な料理にポルペッテ（イタリア語: polpette、複数形）がある。単数形はポルペッタ（polpetta）。
ポルペッテより小さいサイズのミートボールにポルペッティーネ（イタリア語: polpettine、複数形）がある。単数形はポルペッティーナ（イタリア語: polpettina）。逆にポルペッテより大きなサイズのミートボールにポルペットーネ（イタリア語: polettone、複数形）があり、こちらはミートローフと訳されることもある。
ミラノ料理にはモンデギーリ（イタリア語: mondeghili）と呼ばれる
アルバニア
ミートボールを油で揚げた料理チョフテ（Qofte）がある。
南アジア、西アジア、北アフリカ

肉団子の名称には言語によってクフタ（アラビア語）、キューフタ（アルメニア語）、キョフテ（トルコ語）、コフタ（ヒンディー語）、クーフテ（ペルシア語）等の差異があるが、楕円形の肉団子を平たい串に巻き付けて焼いたコフタ・カバブや、肉団子を野菜と煮込んだ料理など、殆どの国が似通った肉団子料理を共有する。
インドネシア、マレーシア

中国料理由来のインドネシア料理にバクソ (bakso) がある。牛肉に少量のタピオカを混ぜることで、身が引き締まり歯ごたえのある食感となっている。たいてい、スープないしはスープ麺 (中華麺、フォーなど) の具材として一緒に提供される。
アメリカ合衆国
家庭料理として、トマトソースで煮込んだミートボールをスパゲッティにかけたスパゲッティ・ミートボールと、小粒のミートボールを甘酸っぱいソースで煮込んだスウェーデン風ミートボール（Swedish meatball）がよく知られている。前者はイタリア料理のボロネーゼが元になっている。アメリカ人の嗜好に合わせ、ミートソースを肉団子にして肉の量を増やしたものである（アメリカ合衆国では、イタリアよりも安価な挽肉が手に入りやすかったことも理由の一つである）。スパゲッティ・ミートボールのミートボールはイタリアの伝統的な肉団子ポルペッティーネ（polpettine）よりも大きく作られる。人によっては、つなぎを入れずに肉だけで肉団子を作ることも多い。
中国
中国語では肉丸（ロウワン）と言う。中華風の甘いあんをかけたミートボールは日本では人気のある弁当のおかずの一つであるが、本場中国で甘いミートボールというのは稀で、近いのは酢豚と同じ味付けを施した糖醋肉丸（タンツーロウワン）である。豚肉を主材料に、油で揚げて、塩味を付けた脆炸肉丸（ツイジャーロウワン）や、さほど甘くない醤油味のたれで煮た紅燒肉丸（ホンシャオロウワン）を食べる地域が多い。また、鍋料理の具としても好まれている。豚肉を使用した物以外にも、牛肉や鶏肉を使用した物がある。揚州の名物料理である獅子頭（シーズトウ）は、テニスボールほどの大きさの巨大ミートボールで、中に良く火が通るようにスープと共に蒸して作る。このため身は軟らかく、また、スープにも濃厚な味が出て美味となる。鎮江や南京では、劗肉（チャンロウ）という大きめで甘辛いたれで煮たミートボールが食べられている。福州料理には、肉団子を魚肉のすり身で包み込んだつみれがある。安徽料理にはもち米をまぶした肉団子を蒸して作る徽州丸子がある。
香港
香港では、中にスープが入っていて、噛むと汁が飛び出す爆漿牛丸（バオジャンニュウワン、広東語 バーウジョンアウユン）という物が作られており、映画の中にも登場するなど一世を風靡した。飲茶の時に食べる点心には陳皮蒸牛丸（チェンピージョンニュウワン、広東語 チャンペイジェンアウユン）という、ミカンの皮で香りを付け、蒸籠で蒸した肉団子があり、ソースをつけて食べる人もいる。
魚肉を用いたミートボール（魚蛋、日本で言うところのつみれ）もある。
台湾
台湾の新竹には貢丸（コンワン、台湾語 コンワン）と呼ばれる麺棒で潰して作る肉団子があり、汁ビーフンの具として好まれている。彰化には、肉団子を芋のでん粉で作った葛の様な透明の衣で包み、甘いたれをかける肉圓（ロウユェン、台湾語 バーワン）という名物料理がある。
日本
日本においてミートボールと呼ばれる料理は、ミートソースやケチャップなどのトマトソース、中華風のあん、テリヤキソース等の味付けをした肉団子であることが一般的である。石井食品の「イシイのおべんとクン ミートボール」のようにレトルト食品化されたものも販売されており、朝の忙しい時間でも簡単に調理できることから弁当の定番メニューとなっている。
「つくね」は、鶏肉・豚肉・牛肉などの挽肉を鶏卵やヤマノイモなどのつなぎでまとめたもの。棒状にまとめたつくねの軸に串を刺して焼いたつくね串焼きも焼き鳥の定番になっているほか、球状に丸めて鍋物や煮物に入れたり、また揚げることもある。ミートボールと基本的製法は同じでも、日本ではもっぱら「つくね」と呼ばれ、一般にミートボールとは呼ばずに別物として扱われる。

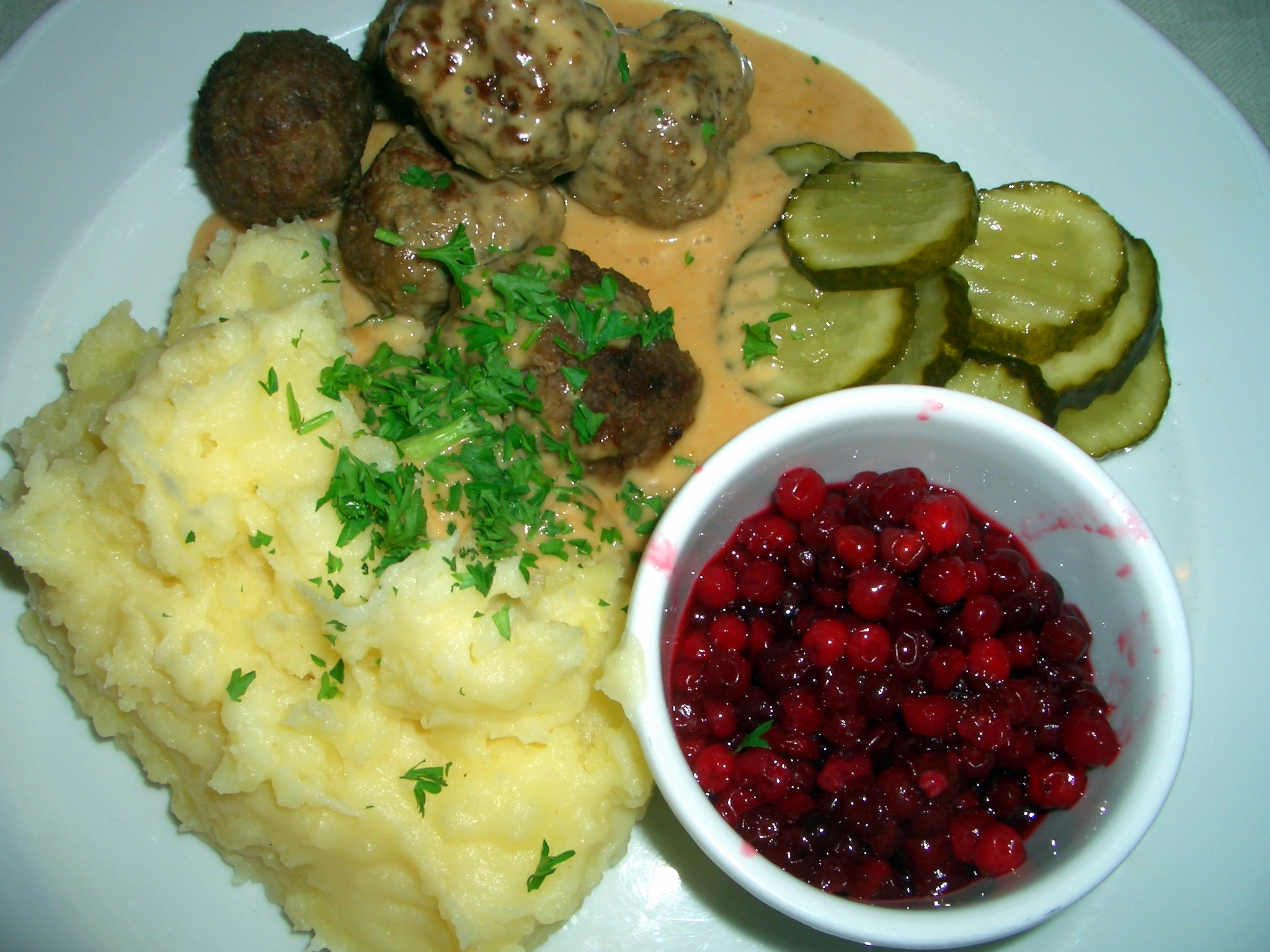
スウェーデンのショットブッラル
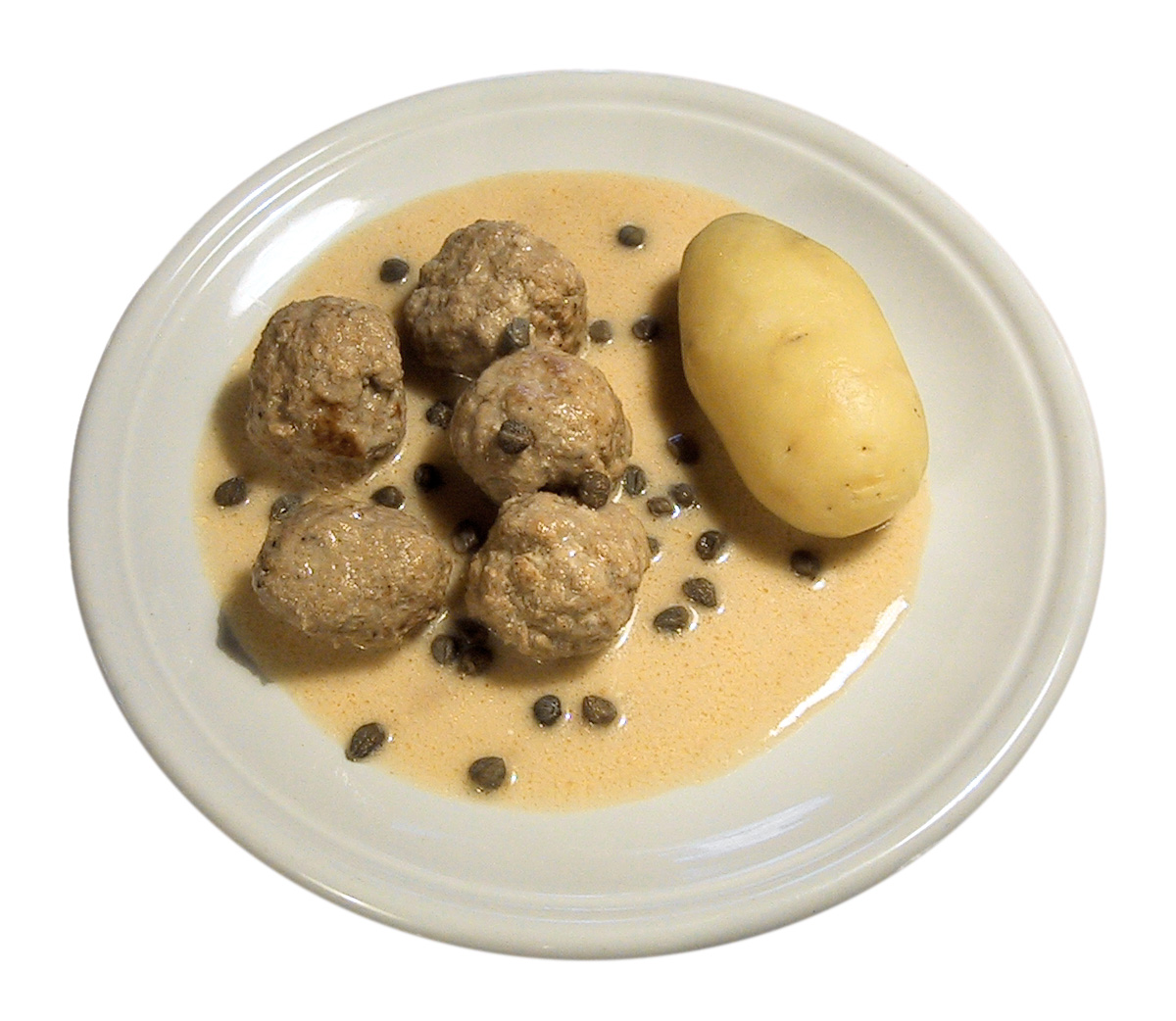
ドイツのケーニヒスベルガー・クロプセ
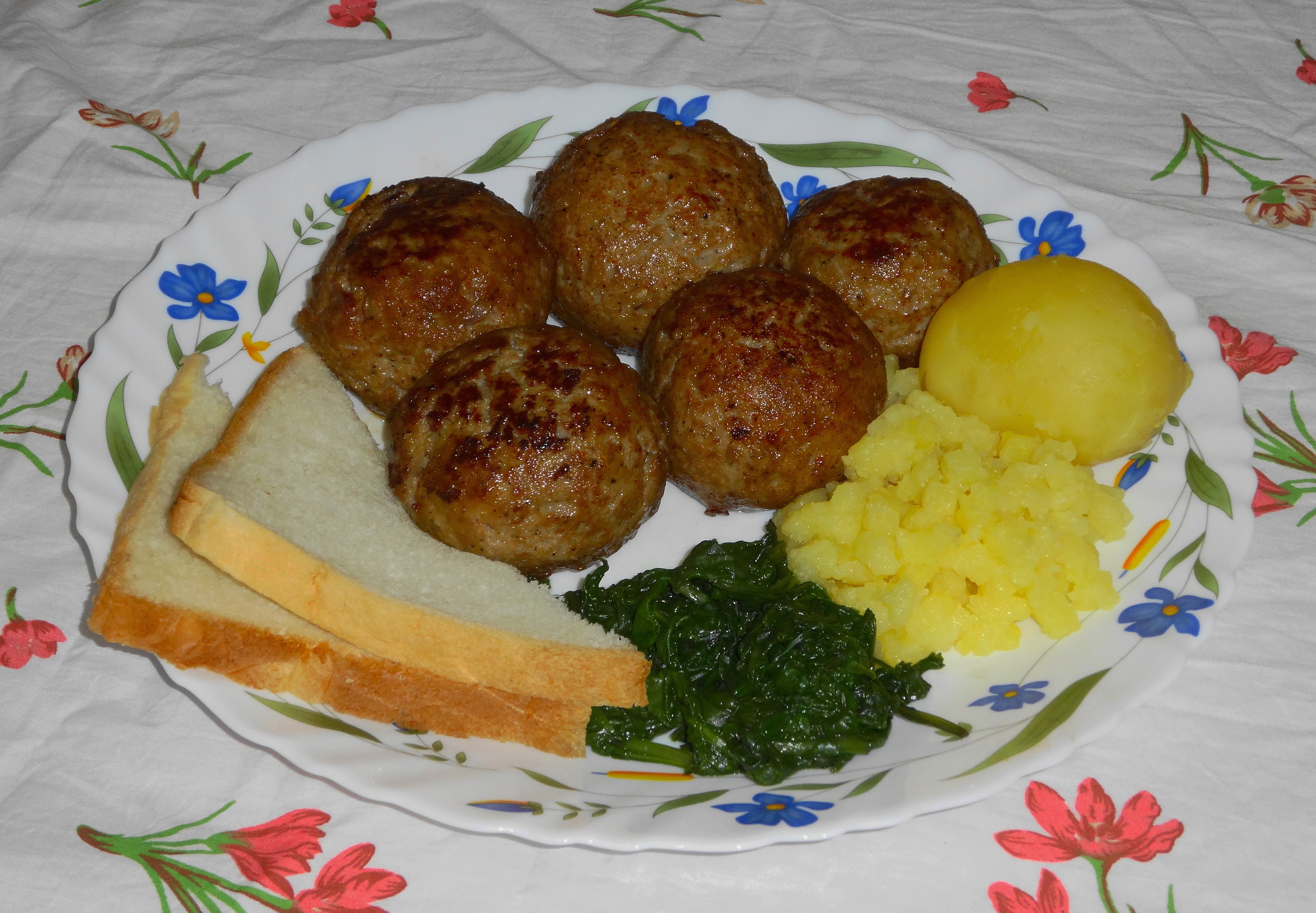
オランダのヘハクトバレン
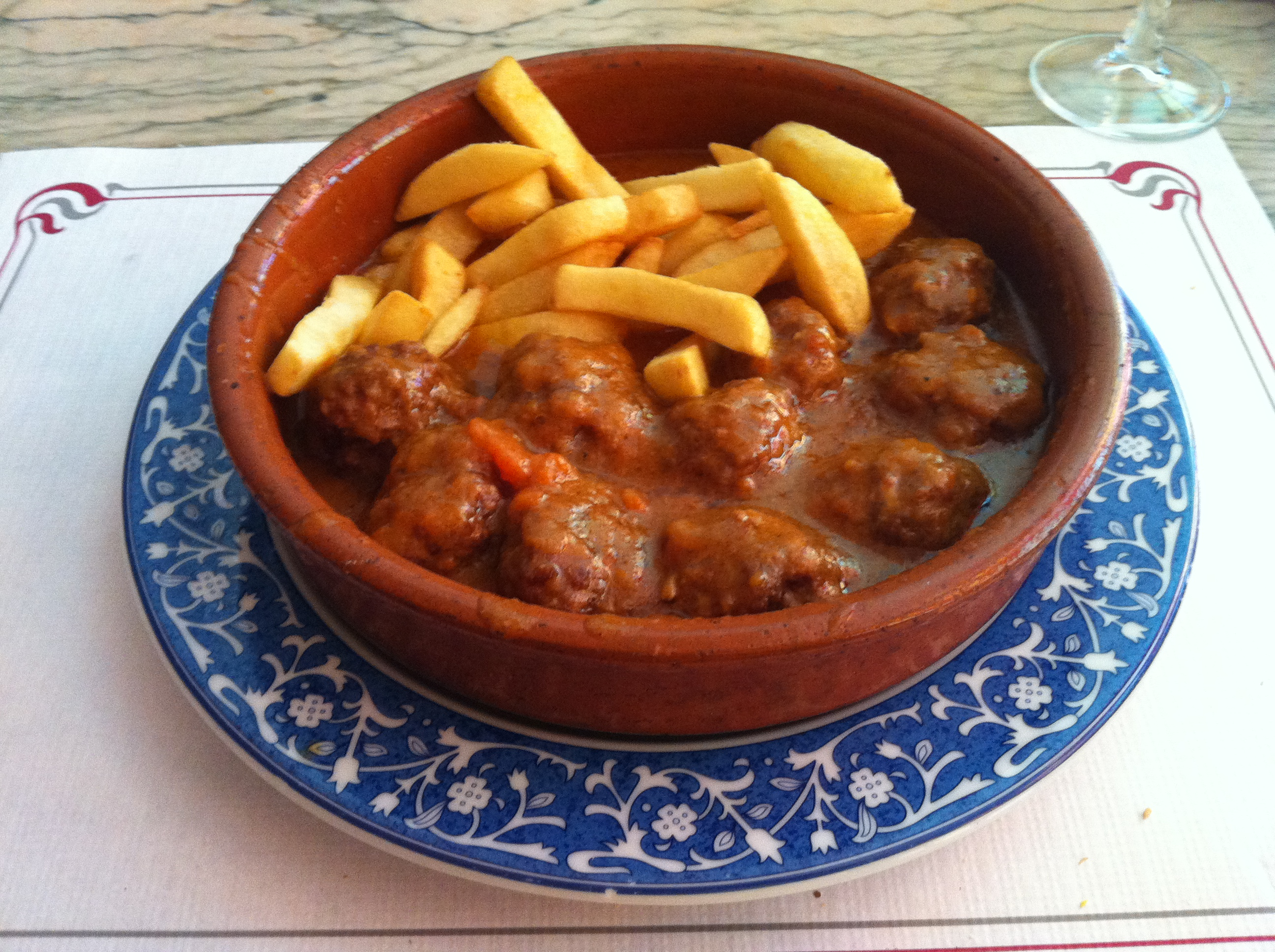
スペインのアルボンディガ
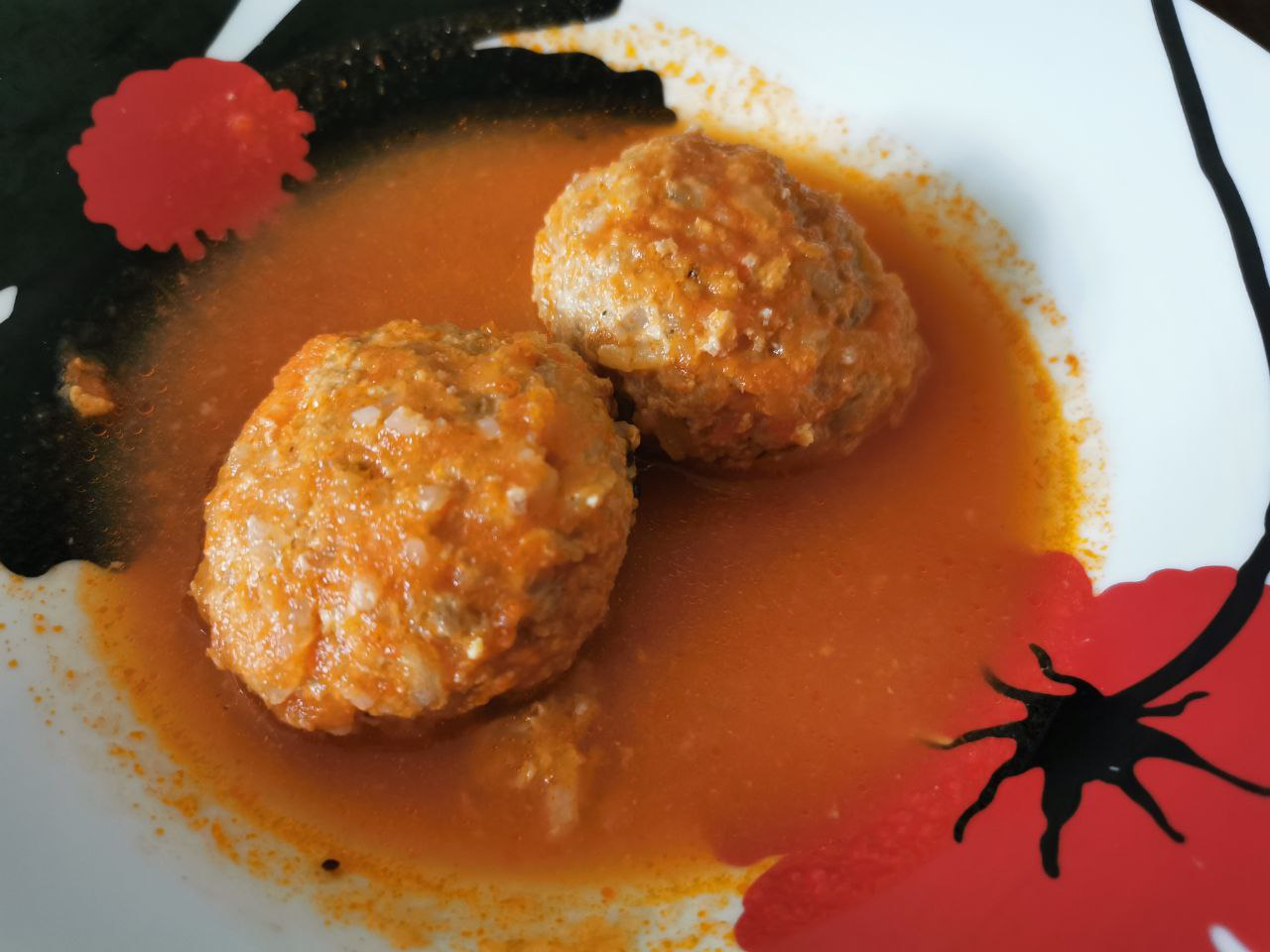
メキシコのアルボンディガ
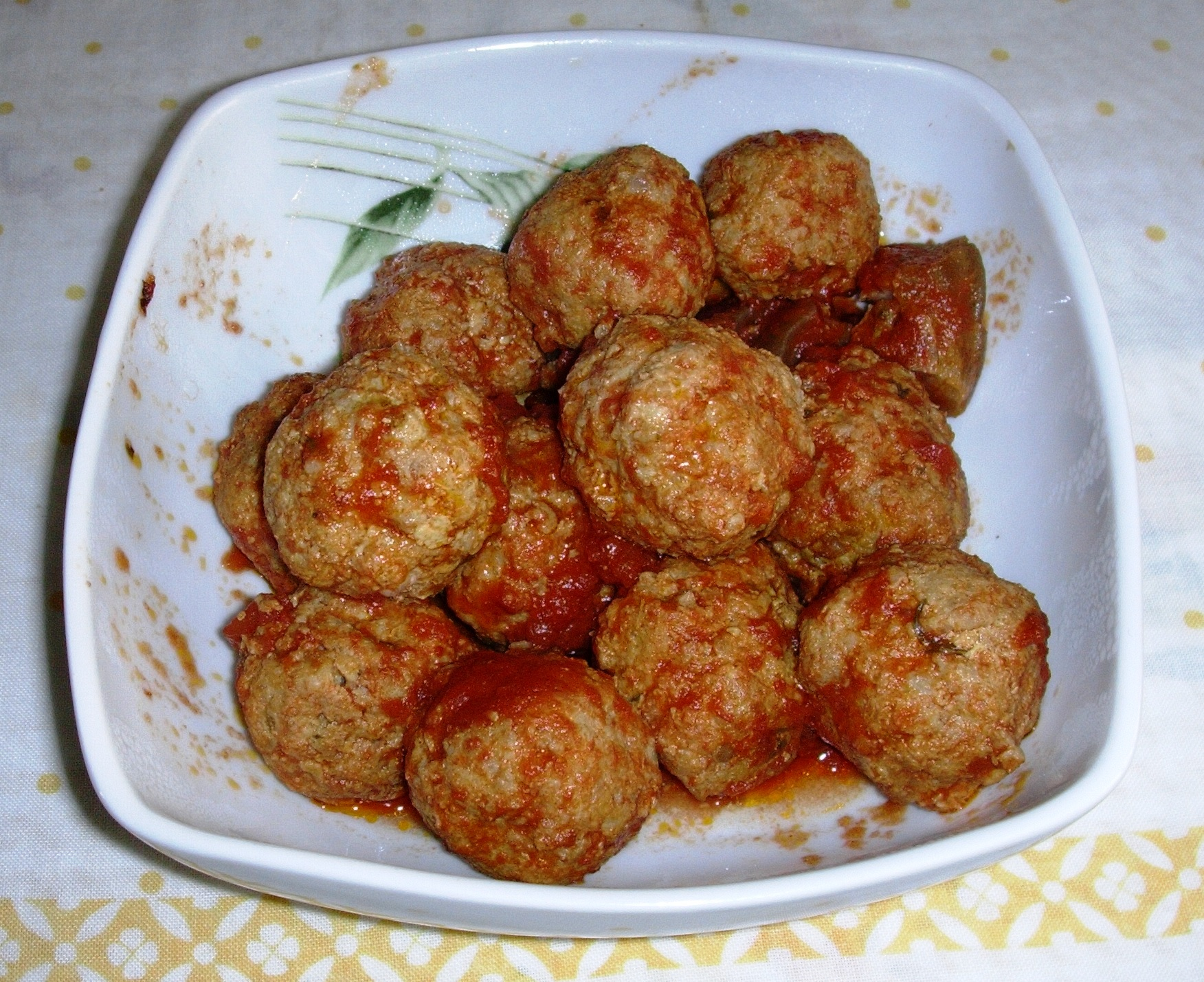
マンモラ（イタリア）のポルペッテ・アッラ・マンモレーゼ
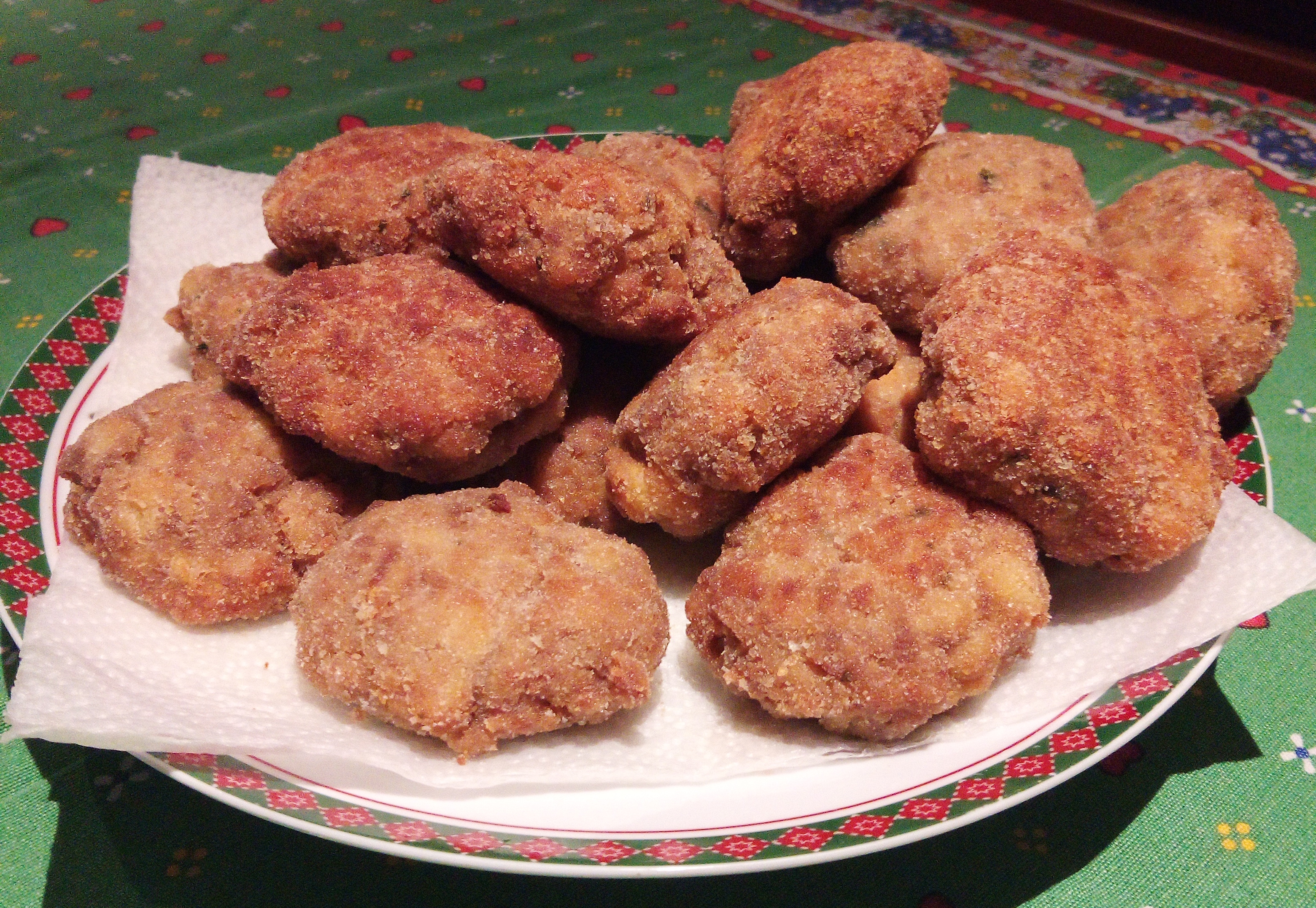
イタリアのモンデギーリ
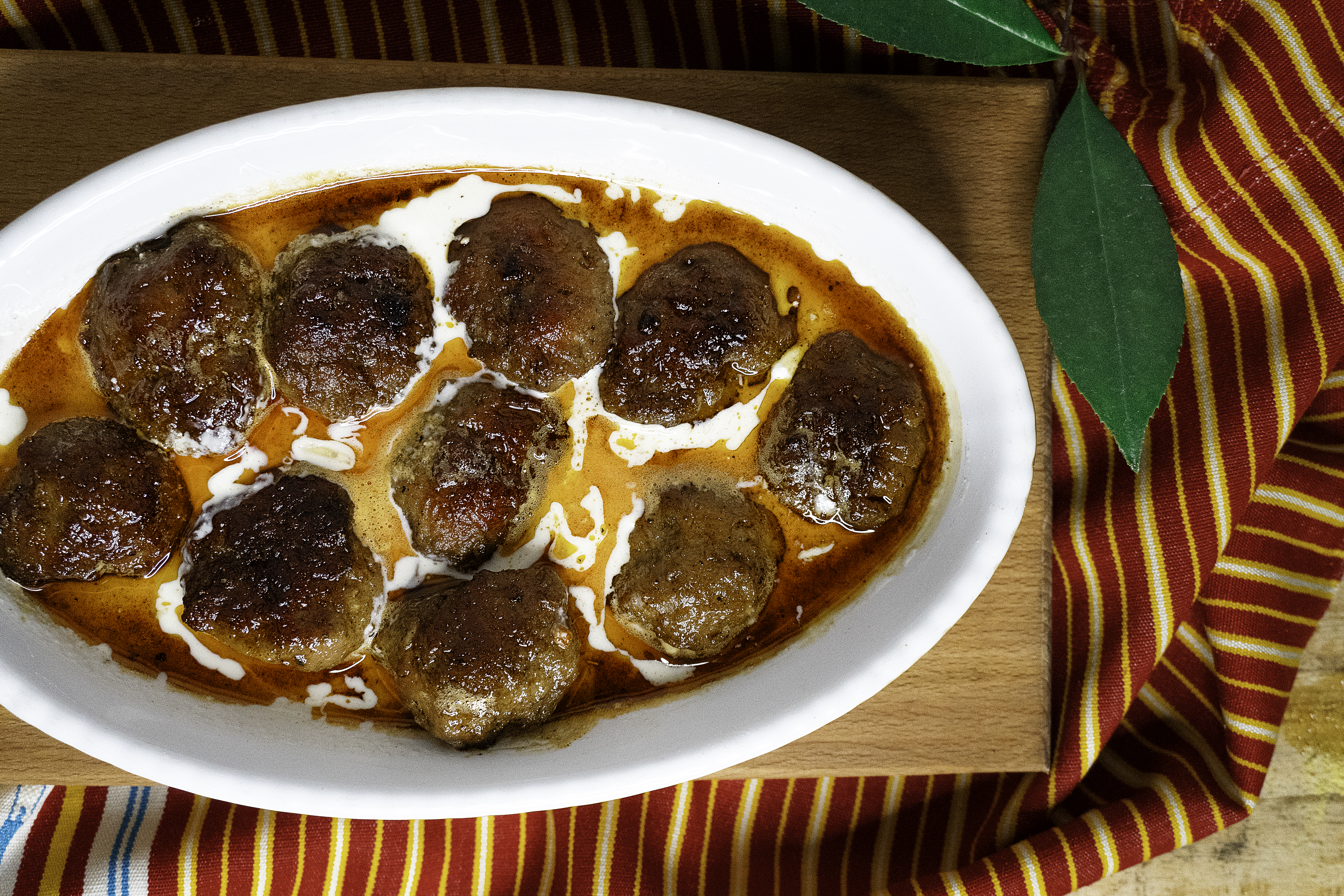
アルバニアのチョフテ
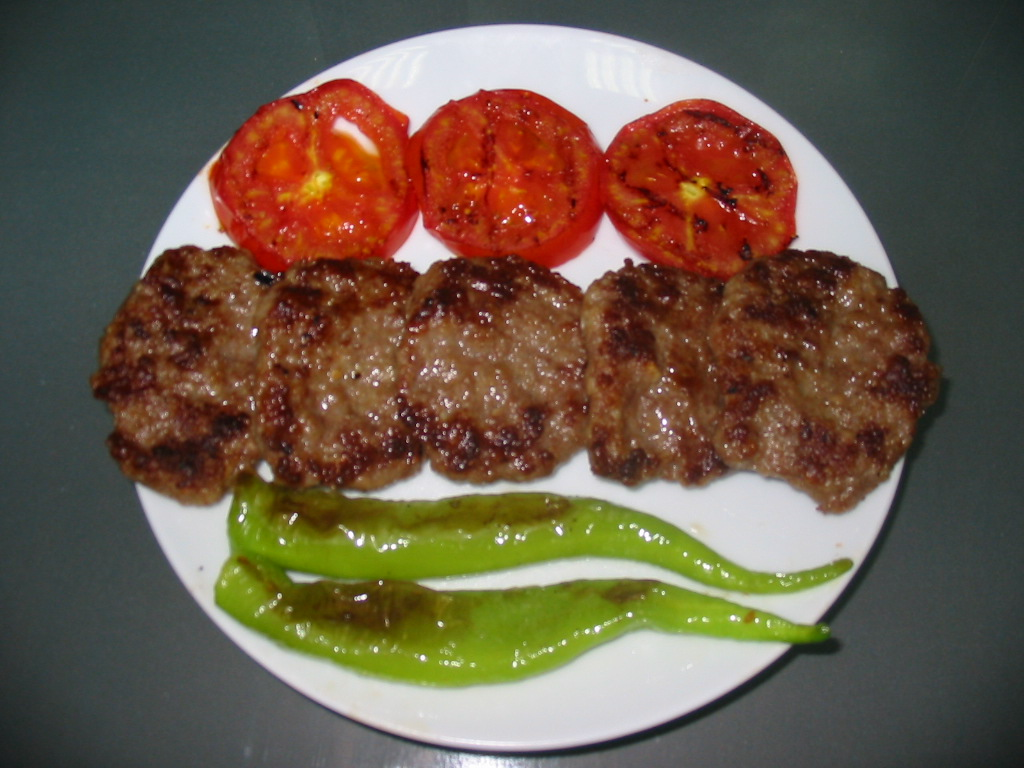
トルコのアクチャーバト・キョフテシ（Akçaabat köftesi）
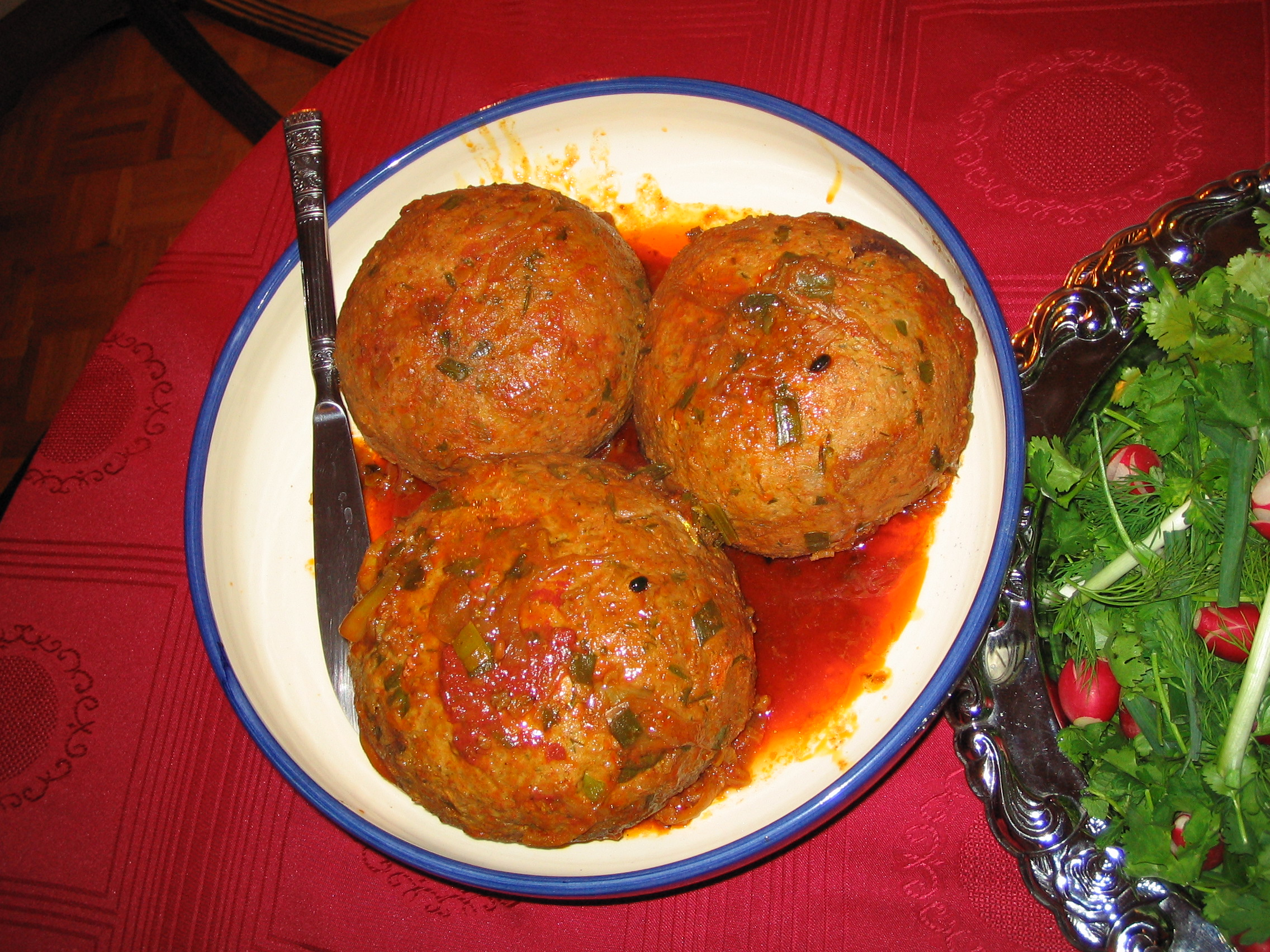
イランのアゼリー料理、クーフテ・タブリーズィー（タブリーズ風キョフテ）
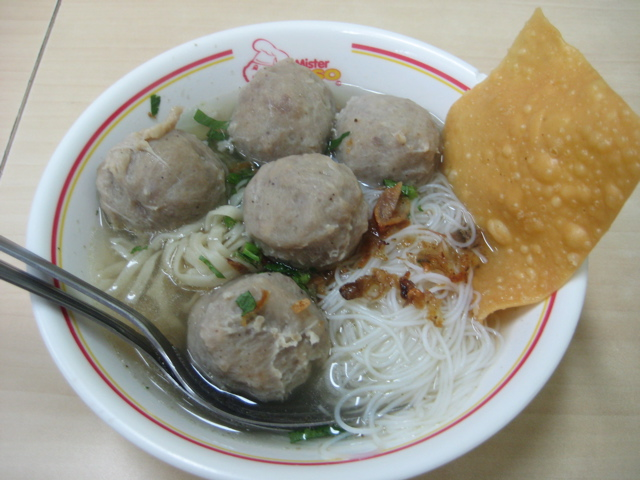
インドネシアのバクソ (Bakso)
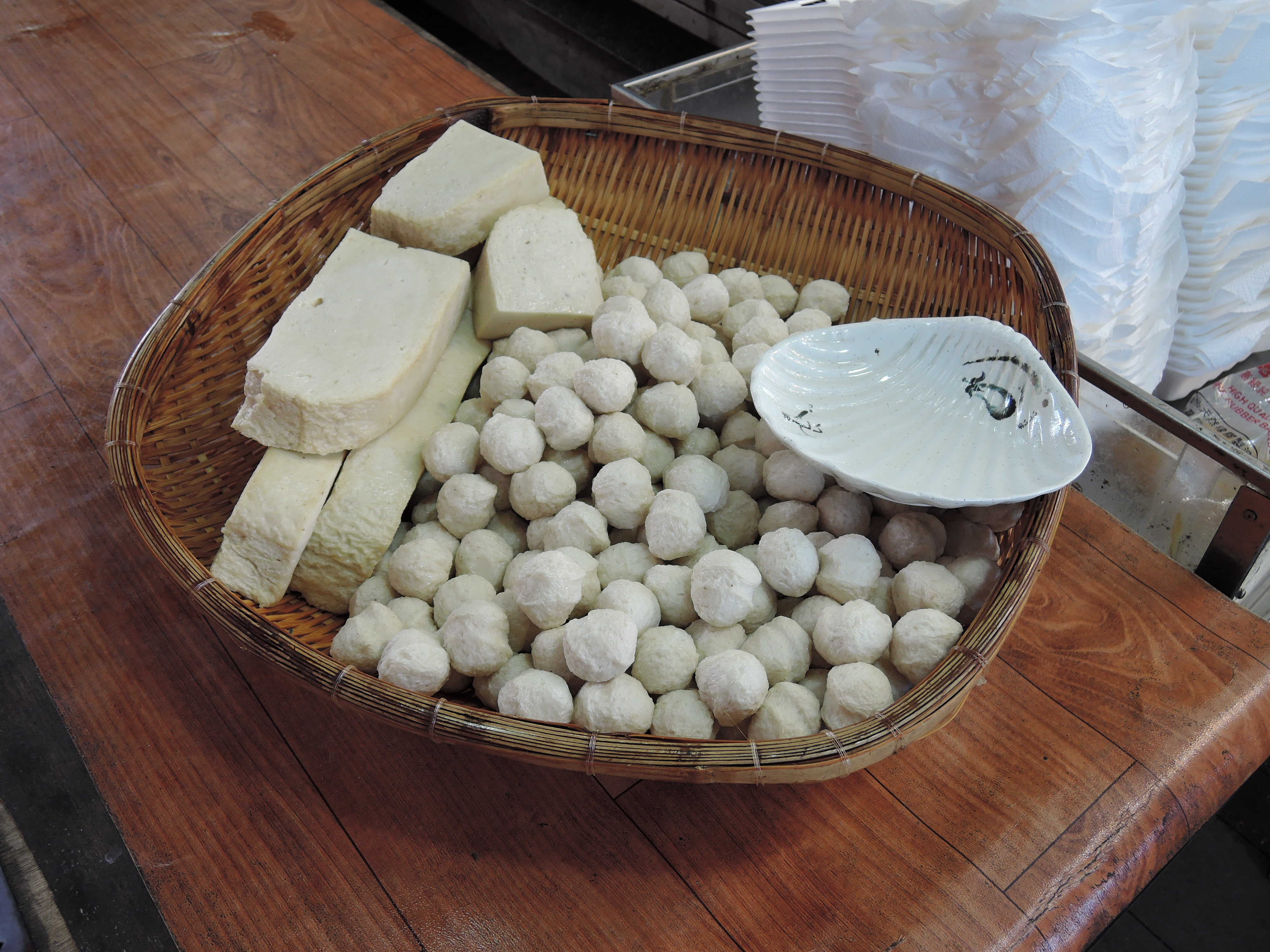
長洲島で売られる魚蛋
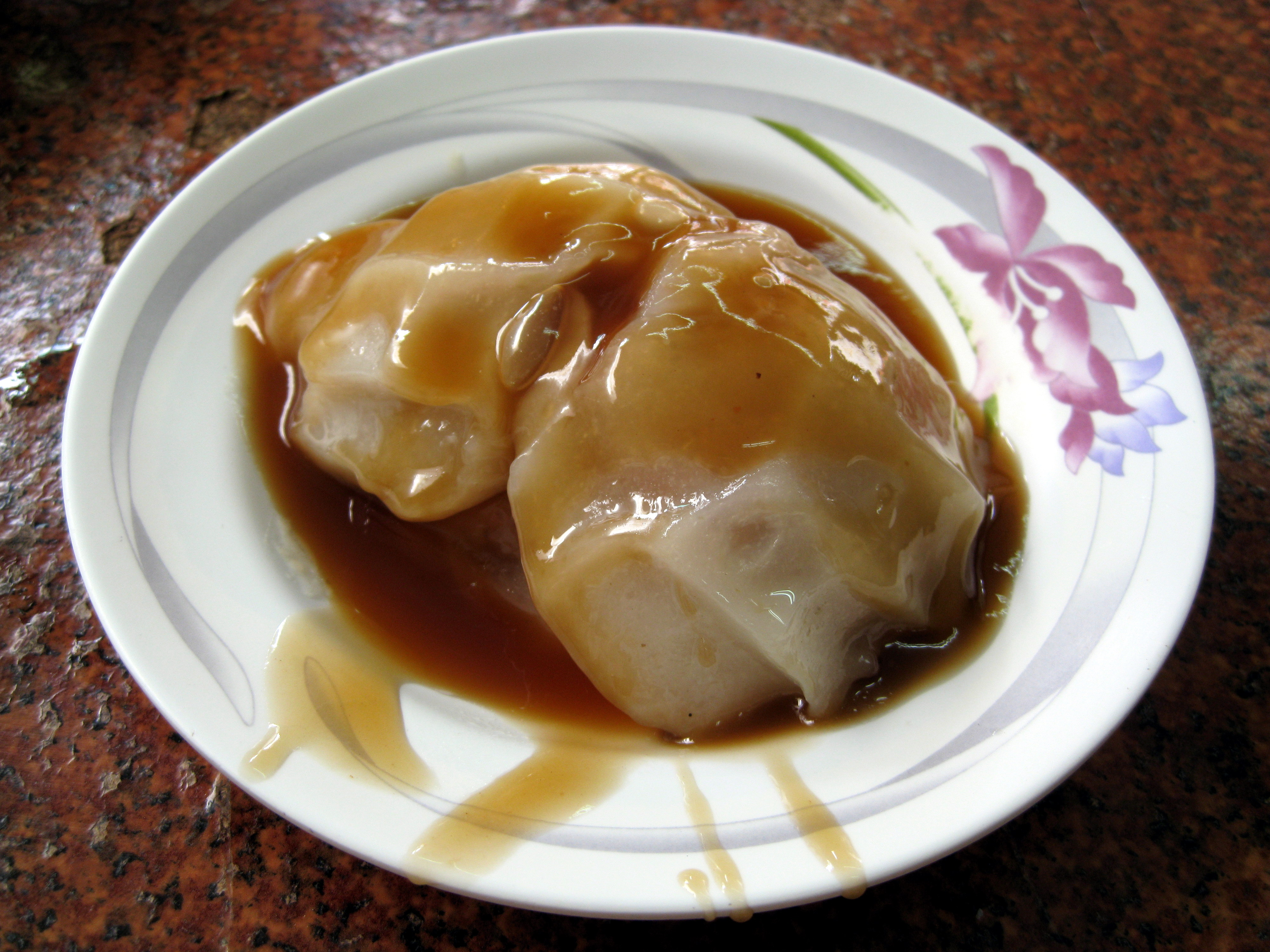
台湾の肉圓
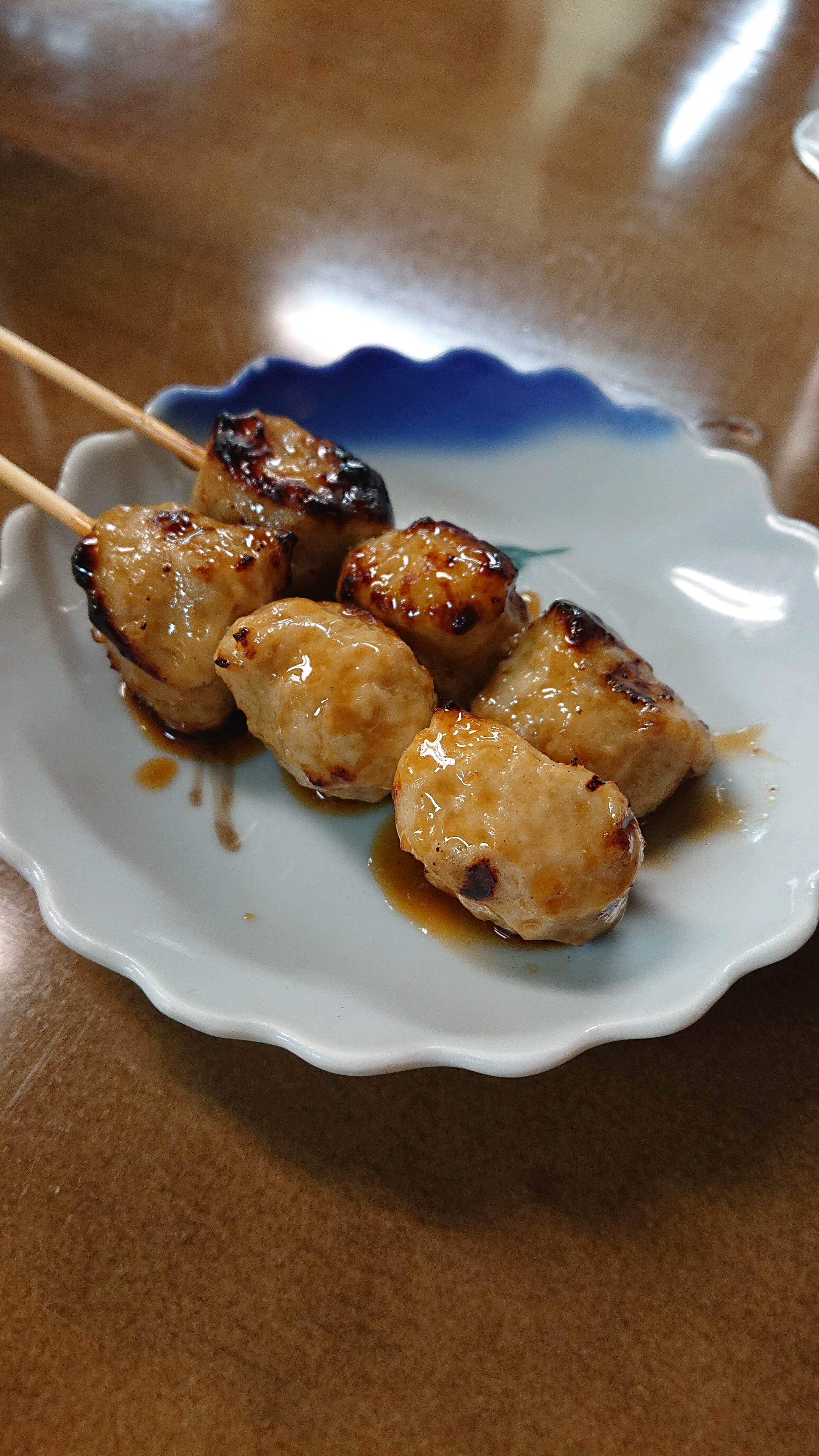
日本のつくね（焼き鳥店）

## 派生義
太平洋戦争中、アメリカ合衆国は日本の日章旗や国籍マークを侮蔑的に「ミートボール」と呼んでいた。